# Naturbevakare
Naturbevakare är titeln för en tjänsteman anställd av Länsstyrelse för att utöva förvaltning, tillsyn och bevakning av allmänna intressen inom framförallt fjällområdet. Tyngdpunkten i arbetet utgörs av biotopvårdande skötsel och rovdjursinventering, men även anläggning/underhåll av friluftsanläggningar och tillsyn. Arbetet innebär även hantering av viltskador och skyddsjakt, tillsyn och annan verksamhet i syfte att förebygga jaktbrott. Exempel på andra arbetsuppgifter är tillstånds- och dispensprövning, sammanställa och sprida information, hålla kontakt med länets jakttillsynsmän samt praktisk materielvård. I arbetsuppgifterna kan också ingå underhåll av ledsystemet i fjällen, tillsyn av att skoterregler och reservatsbestämmelser efterlevs, jakt- och fiskebevakning samt förvaltning och skötsel inom naturskyddade områden.
En naturbevakare kan förordnas till naturvårdsvakt, fisketillsynsman och jakttillsynsman.